# Petr
Vlastní mužské jméno Petr pochází z řečtiny (πέτρος Petros), kde femininum πέτρα petra znamená „kámen“ či „skála“ . V České republice to bylo v roce 2016 třetí nejčetnější jméno.
Jméno je ekvivalentem a synonymem aramejského slova/jména kéfa. Podle Nového zákona takto (tj. Kéfa, v řečtině Petros) pojmenoval Ježíš Šimona, syna Jonášova, který byl jedním z jeho apoštolů.
Dívčí forma tohoto jména je Petra.

## Statistické údaje
Následující tabulka uvádí četnost jména v ČR a pořadí mezi mužskými jmény ve srovnání několika roků, pro které jsou dostupné údaje MV ČR – lze z ní tedy vysledovat trend v užívání tohoto jména.
| Rok  | Četnost | Pořadí | Změna četnosti | Změna pořadí |
| 1999 | 265 875 | 4.     |                |              |
| 2002 | 267 601 | 4.     | +1 726         | 0            |
| 2006 | 271 205 | 3.     | −3 604         | +1           |
| 2006 | 271 832 | 3.     | +627           | 0            |
| 2010 | 273 224 | 5.     | +1 392         | −2           |
| 2013 | 272 833 | 3.     | −391           | +2           |
| 2014 | 272 711 | 3.     | −122           | +2           |
| 2016 | 272 135 | 3.     | −576           | 0            |

Změna procentního zastoupení tohoto jména mezi žijícími muži v ČR (tj. procentní změna se započítáním celkového úbytku mužů v ČR za sledované tři roky 1999–2002) je +1,4 %.
V roce 2008 se podle údajů ČSÚ jednalo o 15. nejčastější mužské jméno mezi novorozenci.

## Domácky
Petřík, Peťa, Péťa, Petříček, Peťánek, Peťulka, Peťan, Peťula

## Petr v jiných jazycích
- afrikansky: Pieter
- albánsky: Pjetër
- amharsky: P.et.ros
- anglicky: Peter
- arabsky: بطرس (Boutros nebo Butrus)
- aragonsky: Pietro, Pero, Piero, Pier.
- arménsky: Պետրոս (Bedros – na západě, Petros – na východě)
- baskicky: Kepa, Peio, Peru
- bělorusky: Пётр (Pjotr), Пятро (Pjatro), Пятрусь (Pjatruš)
- bretonsky: Pêr
- bulharsky: Петър (Petr), Петьо (Petjo)
- česky: Petr
- čínsky: (v protestantské bibli) 彼得 (Bǐdé), (katolicky) 伯多祿 (Bóduōlù)
- dánsky: Peter, Peder, Per, Peer, Pelle
- esperantsky: Petro
- estonsky: Peeter
- faersky: Pætur, Petur, Per
- finsky: Pekka, Pietari, Petri, Petteri
- francouzsky: Pierre
- frísky: Piter, Pier
- hebrejsky: פטרוס Petros
- hindí: पीटर (Pathrus)
- nizozemsky: Peter, Pieter, Peer
- chorvatsky: Petar
- indonésky: Petrus
- irsky: Peadar
- islandsky: Petur
- italsky: Pietro
- japonsky: ピーター (Piitaa), (v bibli) ペトロ (Petoro)
- katalánsky: Pere
- konkánsky: Pedru
- korejsky: 베드로 (Bedeuro), 페트루스 (Peteuruseu), 피터 (Piteo)
- kornsky: Peder
- korsicky: Petru
- latinsky: Petrus
- lotyšsky: Pēteris
- litevsky: Petras
- lucembursky: Peter
- maďarsky: Péter, Petya, Peti (zdrobnělina)
- makedonsky: Петар (Petar), Петре (Petre)
- malajsky: Pathrose
- maltsky: Pietru
- německy: Peter
- norsky (bokmål, nynorsk): Peter
- okcitánsky: Peire
- persky: پطرس Patras
- polsky: Piotr
- portugalsky: Petro
- novořecky: Πέτρος (Petros)
- rumunsky: Petru
- rusky: Пётр (Pjotr), Петя (Peťa)
- skotsky: Pàdair
- slovensky: Peter
- slovinsky: Peter
- španělsky: Pedro
- srbsky: Петар (Petar)
- starořecky: Πετρος (Petros)
- svahilsky: Petero
- švédsky: Peter
- tamilsky: Pethuru, (v bibli) Raayappar
- thajsky: ปีเตอร์ (Piteor)
- ukrajinsky: Петро (Petro)
- velšsky: Pedr

## Data jmenin
- V českém kalendáři: 22. února (Petr), 29. června (Petr a Pavel)
- V slovenském kalendáři: 29. června (Peter a Pavol)
- V katolickém církevním kalendáři: 29. června (Petr a Pavel, apoštolové), 19. května (Petr Celestýn), 21. února (Petr Damiani), 28. dubna (Petr Chanel), 30. července (Petr Chrysolog), 21. prosince (Petr Canisius), 9. září (Petr Claver) a další
- V katolickém českém kalendáři 19.10. – Petr z Alkantary

## Významné osoby
světci
- Petr (apoštol) (asi 30–64/67) – první papež
- Petr Alexandrijský († cca 311) – alexandrijský biskup, církevní otec
- Petr Canisius (1521–1597) – jezuitský teolog, kazatel a učitel církve
- Petr Celestýn (1209/10–1296) – papež pod jménem Celestýn V.
- Petr Claver (1580–1654) – jezuitský kněz, misionář mezi černými otroky v Kolumbii
- Petr Damián (1007–1072) – italský filozof, teolog, mnich a světec
- Petr Faber (1506–1546) – spoluzakladatel jezuitského řádu
- Petr Chanel (1803–1841) – katolický světec, misionář a mučedník
- Petr Chrysolog (kolem 380–450/51) – arcibiskup, světec a učitel církve

panovníci
- Petr I. – více osob, rozcestník
  - Petr I. Veliký (1672–1725) – ruský car a imperátor
- Petr II. – více osob, rozcestník
- Petr III. – více osob, rozcestník
  - Petr III. Ruský (1728–1762) – vnuk Petra I. Velikého, roku 1762 ruský car
- Petr Ferdinand Toskánský (1874–1948) – rakouský arcivévoda
- Petr Nikolajevič Ruský (1864–1931) – ruský velkokníže

umělci
- Petr Bezruč (1867–1958) – český básník, vlastním jménem Vladimír Vašek
- Petr Brandl (1668–1735) – český malíř a portrétista
- Petr Iljič Čajkovskij (1840–1893) – ruský hudební skladatel
- Petr Čepek (1940–1994) – český herec, dabér a vysokoškolský pedagog
- Petr Eben (1929–2007) – český skladatel a varhaník, otec Marka Ebena
- Petr Forman (* 1964) – český herec
- Petr Haničinec (1930–2007) – český herec a dabér
- Petr Janda (* 1942) – český rockový zpěvák, skladatel a kytarista
- Petr Kostka (* 1938) – český dabér a herec
- Petr Kotvald (* 1959) – český zpěvák
- Petr Lébl (1965–1999) – český divadelní režisér
- Peter Nagy (* 1959) – slovenský popový zpěvák, skladatel a textař
- Petr Novák (rozcestník) – více osob, rozcestník
  - Petr Novák (1945–1997) – český zpěvák z divadla Semafor
- Petr Rychlý (* 1965) – český dabér, herec a příležitostný moderátor
- Petr Skoumal (1938–2014) – český hudebník a hudební skladatel
- Petr Štěpán (* 1974) – český dabér a herec
- Petr Štěpánek (* 1948) – český herec a dabér
- Petr Vacek (* 1965) – český herec, moderátor a překladatel
- Petr Vondráček (* 1976) – český herec a hudebník

sportovci
- Petr Čajánek (* 1975) – český extraligový lední hokejista, hokejový centr a lední hokejista
- Petr Čech (* 1982) – bývalý český fotbalový brankář
- Petr Koukal – více osob, rozcestník

ostatní
- Petr Aksamit († 1458) – český zeman a husitský vojevůdce, vrchní hejtman bratřických vojsk v Horních Uhrách
- Petr Čornej (* 1951) – český historik
- Petr Fiala – více osob, rozcestník
  - Petr Fiala (* 1964) – český politik a politolog, předseda vlády ČR
- Petr Hájek (* 1972) – český dětský herec
- Petr Nečas (* 1964) – český politik
- Petr Kolář – více osob, rozcestník
- Petr Parléř (1332/33–1399) – český architekt
- Petr Pavel – český politik, zvolený prezident České republiky
- Petr z Kravař a Strážnice († 1434) – moravský zemský hejtman
- Petr Svoboda – více osob, rozcestník
- Petr Sýkora – více osob, rozcestník
- Petr Štěpánek – více osob, rozcestník
- Pjotr Tavrin-Šilo (1909–1952) – německý špion, neúspěšný atentátník na Stalina
- Petr Miloslav Veselský (1810–1889) – český dějepisec, archivář a spisovatel
- Petr Jan Vinš (* 1982) – český teolog a starokatolický duchovní
- Petr Vorel (* 1963) – český historik, numismatik a vysokoškolský pedagog
- Petr Žitavský (1260/75–1339) – český spisovatel a středověký kronikář

fiktivní postavy
- Petr Pan – fiktivní literární, dramatická a filmová postava chlapce ze Země Nezemě z děl Jamese Matthewa Barrieho

## Petr jako příjmení
- viz článek Petr (příjmení)